# Набиев, Ризван Новруз оглы
Ризван Новруз оглы Набиев (азерб. Nəbiyev Rizvan Novruz oğlu; род. 3 июня 1975, Камышлы, Варденисский район) — государственный и политический деятель Азербайджана. Депутат Милли Меджлиса Азербайджанской Республики VII созыва, член комитета по обороне, безопасности и борьбе с коррупцией, член комитета по международным отношениям и межпарламентским связям Милли Меджлиса.

## Биография
Родился Ризван Набиев 3 июня 1975 году в Торфаване, ныне населённый пункт в республике Армения.
В 1997 году окончил обучение в Бакинском государственном университете. В 1999 году завершил учёбу в Германии в Университете земли Саар по направлению Европейское и международное право. В 2003 году окончил обучение в Свободном университете Берлина. Имеет учёную степень доктора политических наук. В совершенстве владеет английским, немецким, русским языками.

## Дипломатическая работа
С 2004 по 2008 годы служил в посольстве Азербайджана в Германии, находился при должностях — атташе, 3-й и 2-й секретарь посольства. С 2009 по 2011 годы 1-й секретарь, заведующий отделов по Западной и Центральной Европе.
С 2011 по 2016 годы служил в посольстве Азербайджана в Германии на должности советника. В 2022 году работал начальником лингвистического отдела МИД Азербайджана. 
С 2004 года оказывал помощь в синхронном переводе с немецкого языка делегации Президента Азербайджана во время визита Ильхама Алиева в Германию, Австрию и Швейцарию.
Имеет дипломатический ранг советника первого класса.

## Общественная и политическая деятельность
В 2001 году был представителем от молодых учёных на I Съезде азербайджанцев мира.
В 2024 году на парламентских выборах в Азербайджане, которые состоялись 1 сентября, одержал победу во втором Абшеронском избирательном округе № 49. Официально избран депутатом Милли Меджлиса Азербайджана седьмого созыва, первое заседание которого состоялось 23 сентября 2024 года. Член комитета по обороне, безопасности и борьбе с коррупцией, член комитета по международным отношениям и межпарламентским связям Милли Меджлиса.
В браке не состоит. Воспитывает двоих детей.

## Награды
- Медаль «За отличие на государственной службе»;
- Медаль «100-летие органов дипломатической службы Азербайджанской Республики»;